# Kazybek Nogerbek

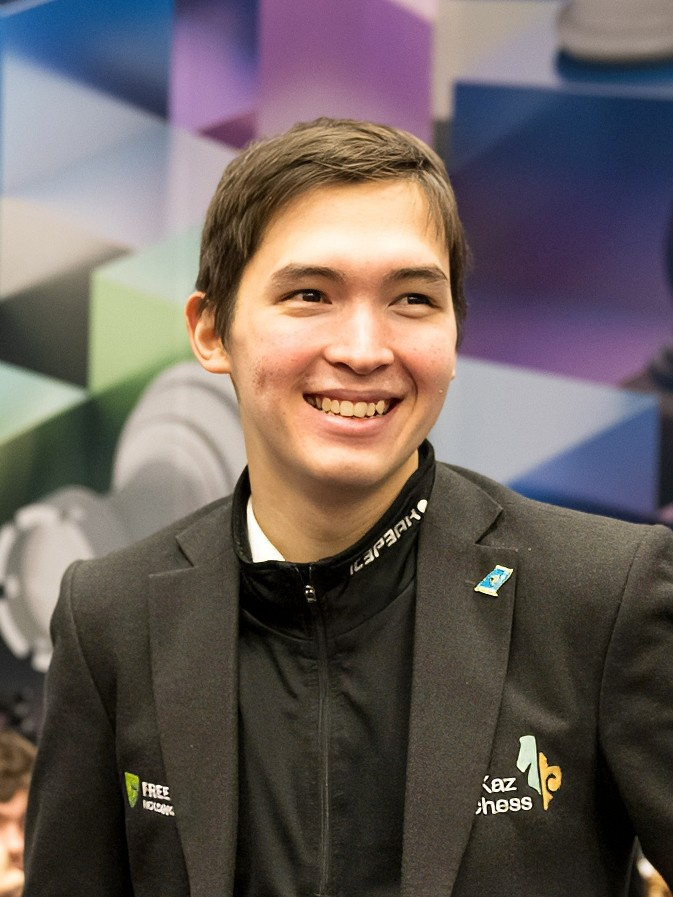
Nogerbek in 2025

Kazybek Nogerbek (13 mei 2004) is een schaker uit Kazachstan. Hij is een grootmeester (GM). In 2024 was hij wereldkampioen schaken bij de junioren.

## Schaakcarrière
Nogerbek begon op 6-jarige leeftijd met schaken. Hij werd op 11-jarige leeftijd kandidaat-meester (CM) en op 13-jarige leeftijd FIDE Meester (FM).
Op de 44e Schaakolympiade in 2022, speelde Nogerbek voor Kazachstan aan bord 5, waar hij 7.5 pt. uit 10 behaalde (+6 =3 −1). Met dit resultaat behaalde hij een IM-norm. Maar hij had de IM-titel al eerder behaald via IM-normen in 2018 op het Wereldkampioenschap schaken voor jeugd in de categorie tot 14 jaar, in 2019 op de Astana Masters en in 2022 op het Aktobe Open. FIDE verleende hem de IM-titel in augustus 2022.
Nogerbek behaalde de GM-titel in juni 2024, via GM-normen op het Bakoe Open in 2023, het Festival International des Jeux in 2024 en de Dubai Police Global Challenge for Chess in 2024.
In 2024 werd door Nogerbek deelgenomen 
aan het Wereldkampioenschap schaken voor junioren. Als 9e geplaatst in het toernooi eindigde hij gedeeld eerste met GM Emin Ohanyan uit Armenië, met de score 8.5 pt. uit 11 (+6 =5 −0), en won de titel via tiebreaks.
In april 2025 was zijn elo-rating 2544. 
Zijn schaaktrainers zijn de Oekraïense GM Anton Korobov en de Franse GM Vladislav Tkachiev.

## Externe koppelingen
- (en)   Informatie over schaakpartijen van Kazybek Nogerbek op ChessGames.com
- (en)   Informatie over schaakpartijen van Kazybek Nogerbek op 365chess.com
- (en)  FIDE-ratinggegevens voor Kazybek Nogerbek